# Zjazd w Merseburgu (1135)

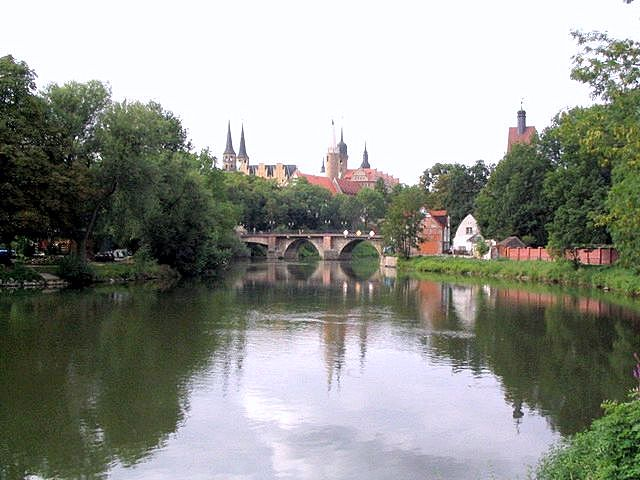
Współczesny widok na wzgórze katedralne w Merseburgu (2006)

Zjazd w Merseburgu (niem. Hoftag in Merseburg) – spotkanie Bolesława Krzywoustego z niemieckim cesarzem Lotarem III w Merseburgu, 15 sierpnia 1135. Bezpośrednią przyczyną zjazdu w Merseburgu było wmieszanie się polskiego księcia Bolesława Krzywoustego w sprawy dynastyczne na Węgrzech oraz nieuznawanie pretensji archidiecezji magdeburskiej do zwierzchności kościelnej nad całą Polską i projektowanymi diecezjami pomorskimi.

## Geneza sporu

### Polityka węgierska Bolesława Krzywoustego
Po śmierci króla Stefana II w 1131, syna Kolomana – walka o sukcesję tronu, doprowadziła do wojny domowej na Węgrzech. Większość możnowładców opowiedziała się za Belą II Ślepym, synem Almosa. W drugim obozie pretendentów do tronu stanął Borys, domniemany syn Kolomana. Bolesław Krzywousty widząc szansę zawarcia bliższego sojuszu z Węgrami, oraz pośrednio, z książętami ruskimi (linia Monomachowiczów) – opowiedział się za Borysem.
Bela II, w walce o tron - pozyskał poparcie nie tylko w swoim kraju, ale także wśród zainteresowanych sprawami węgierskimi, europejskich rodów dynastycznych. Krzywousty nie docenił rosnącej pozycji Beli, który gromadził rycerstwo do zbrojnej rozprawy z Borysem. Przeciw ekspansji Bolesława w 1132, wystąpiły połączone siły Węgier, Czech, Austrii, Niemiec i części książąt ruskich. Połączone siły odniosły znaczące zwycięstwo nad polskim księciem, zmuszając go do odwrotu i ucieczki z pola bitwy (nad rzeką Sajó - 1132). Czeski książę Sobiesław I, widząc osłabienie wśród wojów Krzywoustego, kontynuował łupieżcze najazdy na Śląsk (lata 1132-1134).

### Sprawa pomorska

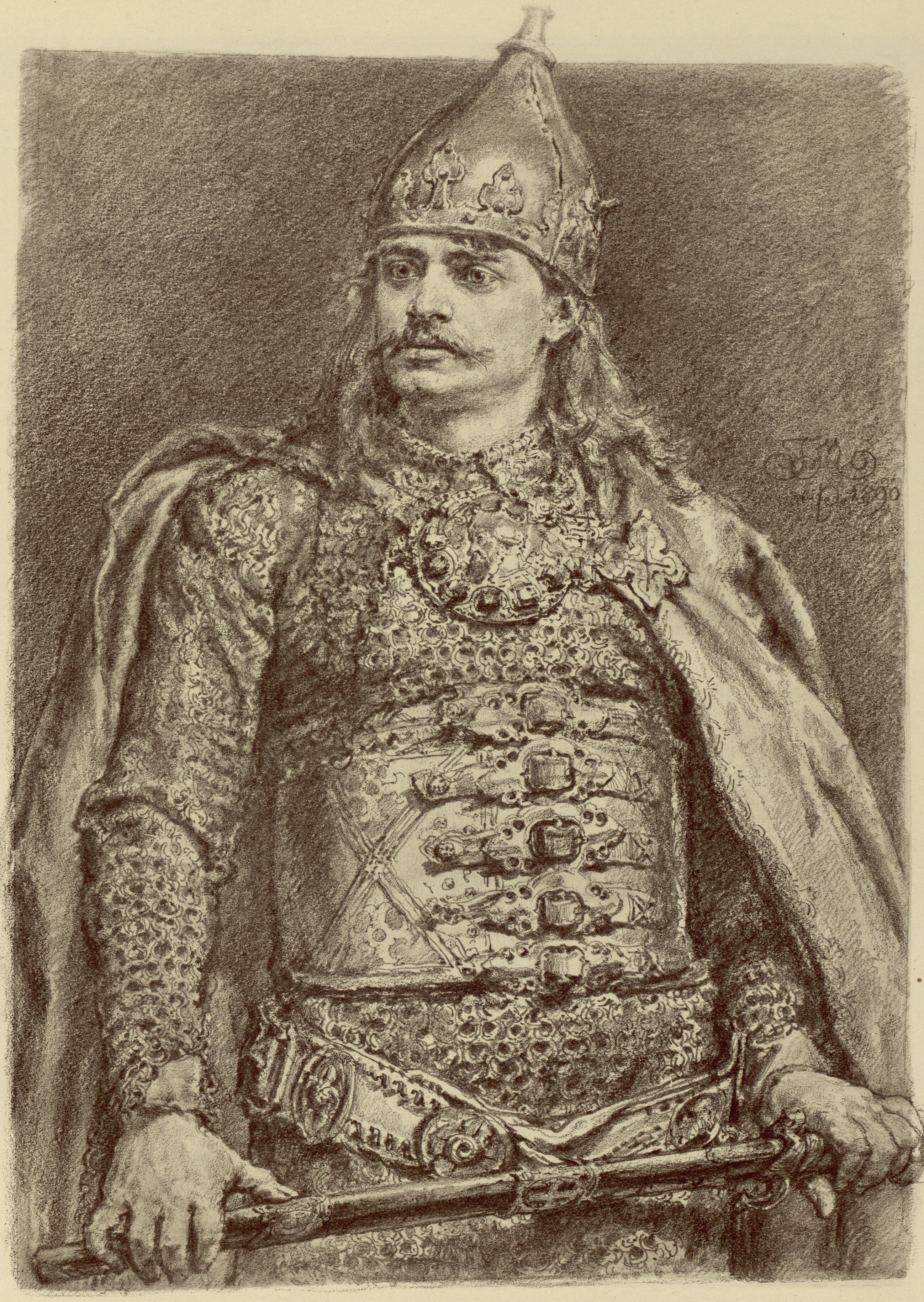
Bolesław Krzywousty

Działalność misyjna Ottona z Bambergu nad chrystianizacją ziem pomorskich, zakończyła się sukcesem. Bolesław rozpoczął wcielać w życie plan organizacji kościelnej Pomorza. Pomorze Gdańskie włączono do diecezji kujawskiej, nadnotecki pas ziemi do diecezji gnieźnieńskiej i poznańskiej. Na ziemiach lubuskich utworzono niewielką diecezję, z próbą podporządkowania ziem pomorskich.
Zamysł Bolesława, w sprawie podporządkowania lennych ziem zachodniopomorskich Kościołowi polskiemu - uległ zmianie. Wynikiem tego były odmienne plany pomorskiego księcia Warcisława I oraz biskupa Ottona. Po odpowiednim porozumieniu postanowiono utworzyć odrębne biskupstwo pomorskie, nad którym pieczę miał sprawować jeden z uczestników wypraw misyjnych - Wojciech.
Ze strony niemieckiej natomiast powstał projekt arcybiskupa magdeburskiego Norberta, który zakładał podział Pomorza na dwie diecezje, mające następnie zostać włączone do archidiecezji magdeburskiej. Ta propozycja, jak i nastrój panujący wokół niej w Świętym Cesarstwie Rzymskim poskutkowały wysunięciem roszczeń przez arcybiskupstwo w Magdeburgu do podporządkowania jego zwierzchnictwu biskupstwa poznańskiego, do czego miało dojść na mocy bulli papieskiej z 1131 roku, aczkolwiek finalnie jej zapisy nie weszły w życie. 
Pomimo tego niepowodzenia, plany kościoła niemieckiego nie uległy zmianie i dalej podążały w kierunku przejęcia zwierzchności kościelnej nad całą Polską. Celem rozwiązania sporów polscy biskupi zostali zaproszeni przez papieża do Rzymu, jednakże odmówili oni stawienia się przed nim. W takiej sytuacji - papież Innocenty II wydał 4 czerwca 1133 bullę Sacrosanta Romana, w której potwierdził prawa zwierzchnie arcybiskupstwa magdeburskiego nad kościołem polskim, oraz nad projektowanymi diecezjami pomorskimi. Krzywousty chcąc ratować swoje dotychczasowe wysiłki w polityce pomorskiej, musiał zdecydować się na złożenie aktu hołdu lennego m.in. z ziem pomorskich cesarzowi Lotarowi III.

## Od Altenburga do Magdeburga
Książę czeski Sobiesław I, posłowie króla Węgier Beli II, wraz z Piotrem biskupem białogardzkim – udali się w lutym 1134 do Altenburga. Przedstawiono tam liczne zarzuty wobec polskiego władcy. Następnie w postaci oskarżenia - akt ten przedłożono cesarzowi, z prośbą o interwencję. Wstępne ustalenia w tej sprawie nastąpiły 2 lata wcześniej, z inicjatywy czeskiego księcia. Cesarz przyjął prośbę, występując rozjemczo w sporach dynastycznych środkowej Europy.

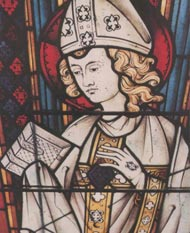
św. Norbert z Xanten

Władca niemiecki, w istocie nie tyle chciał odegrać rolę arbitrażu wobec spraw czeskich i węgierskich, co narzucić zwierzchnictwo polskiemu księciu. Zamiary cesarza Lotara III skomplikowały się, w chwili śmierci arcybiskupa magdeburskiego Norberta (6 czerwca 1134), orędownika niemieckiej polityki kościelnej. Śmierć arcybiskupa Norberta wykorzystał Bolesław Krzywousty, który wespół z Warcisławem I, księciem pomorskim - przedsięwziął wszelkie kroki, ku utworzeniu biskupstwa pomorskiego. Działania te skierowano do Kurii Rzymskiej.
Tymczasem węgierski dynasta Bela II posiłkowany przez księcia przemyskiego Wołodymirkę - przedsięwziął wyprawę zbrojną przeciw Polsce. Koalicjanci zajęli Małopolskę, docierając pod Wiślicę. Bolesław krótko po tym epizodzie - otrzymał wezwanie przed sąd cesarski w dniu 26 czerwca 1135 do Magdeburga. Cesarz liczył, że polski książę ugnie się przed atakiem połączonych sił. Próbował skłonić Bolesława do zaniechania dalszego oporu i przyjęcia dyktowanych przez siebie warunków. Bolesław zdawał sobie sprawę, że lekceważenie majestatu cesarskiego może doprowadzić do wojny z jego sojusznikami. Rozpoczął grę na zwłokę, która polegała na wysłaniu jedynie swoich posłów.
Wywołało to oburzenie cesarza Lotara III, który odesłał polską delegację, nie podejmując żadnych rozmów. Wyznaczył nowy termin, z żądaniem osobistego stawiennictwa polskiego księcia 15 sierpnia 1135, tym razem w Merseburgu. Polskiemu księciu stawianie dalszego oporu i wybiegów nic nie dało. Przyjął wezwanie cesarskie, jednak w jego zamyśle powstał plan prezentacji sił Słowian Nadłabskich, który miał być wymierzony w sprzymierzonych z cesarzem Duńczyków.

## Hołd w Merseburgu

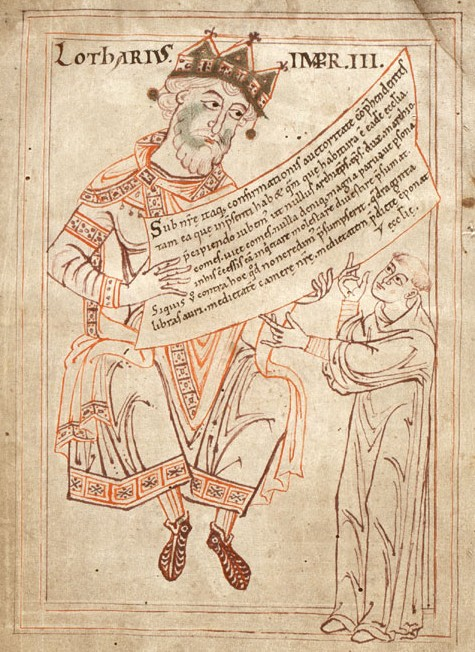
Lotar III - cesarz rzymski

Przed rozpoczęciem zjazdu w Merseburgu - Bolesław Krzywousty skłonił Racibora I, księcia pomorskiego do rozpoczęcia działań wojennych skierowanych przeciwko Danii. Racibor I, w tym czasie przebywał na dworze księcia Bolesława. Miała to być swoista demonstracja sił wobec cesarza Lotara III. 650 łodzi (po 44 wojów i 2 konie) skierowano na bogate, norweskie miasto portowe Konungahelę. Wyprawa zakończona sukcesem i spowodowała u cesarza zmianę stosunku politycznego wobec Polski.
Bolesław do Merseburga przybył w przeddzień ustalonego zjazdu, tj. 14 sierpnia 1135. Honory oddawane polskiemu księciu na rozkaz Lotara III, świadczone jedynie niezależnym władcom, oddały w pełni charakter pozytywnego stosunku cesarza do Krzywoustego.
W przebiegu zjazdu należy wyróżnić następujące sprawy: spór z Belą II Ślepym, węgierskim dynastą i Sobiesławem I, księciem czeskim, oraz kwestię stosunku cesarskiego do sprawy pomorskiej. 
Zjazd i hołd był przygotowany według ówcześnie obowiązującego prawa. W ceremoniale składania hołdu musiały być uwzględnione następujące elementy: włożenie dłoni poddającego się rygorom lennym, w dłonie seniora; złożenie przez seniora pocałunku w usta wasalowi na znak pokoju; klęczenie na wprost siebie i złożenie obustronnej przysięgi. Tak też mógł wyglądać ceremoniał hołdowniczy w Merseburgu.
Podczas ceremoniału - cesarz uznał lenne prawa Polski, nie tylko do Pomorza, ale także do Rugii. Bolesław zgodził się na poddanie wasalne z Pomorza Zachodniego, Rugii oraz ziem polskich ?, ponadto zapłacić trybut z ziem pomorskich, w wysokości 6 tys. grzywien srebra.

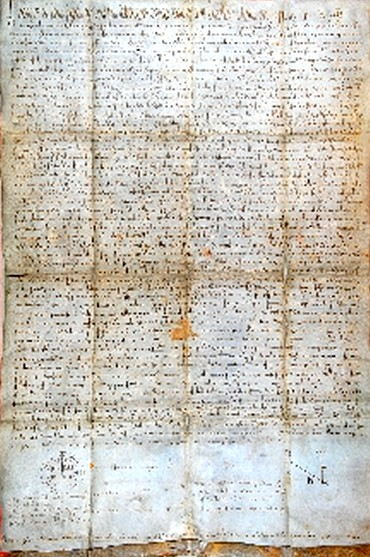
Bulla gnieźnieńska

Polska strona wyraziła także zgodę, na zawarcie pokoju z Węgrami (uznanie Beli na Węgrzech). Przypieczętowano to przyszłym (niedoszłym) mariażem córki Bolesława - Judyty, z synem Beli II - Gejzą II. Inaczej przedstawiała się sprawa polsko-czeskiego sporu. Polski książę nie godził się na żadne pojednawcze załatwienie problemu, przez sąd cesarski. Krzywousty doszedł do wniosku, że nie można traktować suwerennego władcy, za jakiego się uważał, na równi z lennikiem cesarskim, jakim był Sobiesław I, książę czeski. Lotar III nie mogąc dojść do porozumienia, zaproponował tymczasowy rozejm i przeniesienie sprawy, na późniejszy termin.
Zjazd zakończył się majestatycznym przepychem, uroczystościami kościelnymi, podczas których Krzywousty niósł przed sobą cesarski miecz (był to zaszczyt przyznawany jedynie suwerennym władcom). Pośrednim sukcesem polskiej dyplomacji było unieważnienie przez papieża Innocentego II poprzedniego wyroku (bulli z 1133), uznającego metropolitalne prawa Gniezna (synod w Pizie – 1135). Natomiast 7 lipca 1136, w bulli protekcyjnej (łac.) Ex commisso nobis a Deo. - zawarto potwierdzenie wyłącznej i później nigdy niekwestionowanej zwierzchności Gniezna nad diecezjami polskimi.
Polska wchodząc do obozu cesarskiego unormowała swoje stosunki z Czechami, na zjeździe książąt w Kłodzku w 1137 (tzw. pokój kłodzki). Jednak szczegóły zawartego tam porozumienia - nie są znane. Węzły przyjaźni umocniono w grodzie Niemczy, gdzie podczas uroczystości Władysław II, najstarszy syn Krzywoustego trzymał do chrztu Wacława, syna Sobiesława I.